# 사파이어 (포켓몬스터 스페셜)
사파이어는 만화 포켓몬스터 스페셜의 등장인물이다.

## 설명
제3장인 <포켓몬스터 스페셜: 제4장>의 메인 여주인공. 서로 80일안에 목표를 달성하기 위해 여행을 하고 있던중 호연지방에 이변이 발생하기 시작한다. 루비와 검방울도시에서 재회하게 된 사파이어가 위험에 처하자 루비가 자신의 포켓몬으로 구해준다. 루비의 실력을 본 사파이어는 그에게 체육관 관장들을 도와 함께 호연지방에 일어나는 이변을 막자고 하나 루비가 거절하자 그녀는 힘을 가지고 있는데도 관심없다는 루비에게 실망해 다시는 눈에 나타나지 말라며 그가줬던 옷을 던져버린다. 나중에 루비가 마그마단과 싸우기로 결심하고 해정동굴의 들어갈수 있는 유일한 방법인 사파이어의 포켓몬 "시라칸"을 통해 둘은 마그마단의 야망을 저지하기 위해 "다이빙"을 통해 함께 싸우게 된다. 그러나 싸움도중 루비와 사파이어는 "명령하는자"로 선택을 받게돼 시간의 섬에서 둘은 구슬을 쓰는 법과 콤비플레이를 배우게된다. 시간의섬에서 사파이어는 루비의 대한 자신의 감정을 고백한다. 루비는 사피이어를 싸움에 끌어들이기 않기 위해 사파이어를 에어카에 가두고 마그마단의 간부 "구열"과 함께 싸우러 간다. 루비의 아버지 종길과 민진은 레쿠자를 불러 루비와 종길은 그란돈과 가이오가의 사태를 진정시키지만 챔피언 성호와 종길이 죽게 된다. 그리고 각성의 서당에 숨어있었던 아강과 마적이 나와 종길을 불태우고 윤석과 은송을 쓰러트린다. 플러시와 마이농의 도움으로 에어카에서 탈출한 그녀는 루비와 함께 아강과 마적에게 증폭전기에너지를 발사한다. 그리고 루비의 6번째의 포켓몬 세레비를 써 마적과 아강을 쓰러뜨린다. 세레비의 힘으로 모두의 미래를 바꾸나 그 영향으로 루비는 싸움과정과 사파이어가 한 고백을 잊어버리게 된다.

## 포켓몬
- 차모<번치코>
- 보리<보스로라>
- 에루루<고래왕>
- 토로로<트로피우스>
- 파도도<코리갑>
- 시라라<시라칸>